# Jean-Étienne Championnet
Jean-Étienne Championnet (Alixan, 13 april 1762 – Antibes, 9 januari 1800) was een Frans generaal ten tijde van de Coalitieoorlogen.
Zijn naam is een van de 660 gegraveerd op de Arc de Triomphe in Parijs (noordelijke pijler, kolom 3).

## Levensloop
Championnet werd geboren in Alixan in 1762. Zijn vader is onbekend. 
Zijn militaire carrière begon toen hij deelnam aan het beleg van Gibraltar in 1782. Tijdens de Franse Revolutie ging hij bij een brigade waar de soldaten hem tot leider verkozen. Tijdens de revolutie nam hij als commandant deel aan enkele veldslagen, waaronder campagne aan de Rijn in 1796. In 1798 werd hij tot opperbevelhebber van het leger van Rome benoemd waar hij in 1799 op slimme wijze zijn leger uit Rome wist te evacueren en hij de slag om Civita Castellana wist te winnen. 
Later, nadat hij een korte periode gearresteerd was geweest, werd hij tot opperbevelhebber van het Leger van de Alpen benoemd onder het algehele bevel van generaal Joubert. Na de dood van Joubert, werd hij tot opperbevelhebber van het Leger van Italië benoemd waar hij al snel zijn post moest verlaten omdat hij ziek werd.
Hij stierf in Antibes op 9 januari 1800.